# François Besson (politique)
Pour les articles homonymes, voir Besson.
François Besson, né le 14 mars 1859 à Meyrin (originaire de Genève) et mort le 10 juillet 1927 dans la même ville, est une personnalité politique suisse, membre du Parti radical-démocratique.
Il est maire de Meyrin de 1888 à 1902, puis conseiller d'État jusqu'en 1909, à la tête du département de l'intérieur, des cultes et de l'agriculture. Il est également brièvement conseiller national, de décembre 1908 à janvier 1910.

## Biographie

### Origines et famille
François Besson naît le 14 mars 1859 à Meyrin. Il est originaire de Genève. Son père, Claude Aimé Besson, est agriculteur ; sa mère est née Josephte Blandin.
Il épouse en premières noces Marie-Louise Caillat, fille de l'agriculteur et ancien maire de Meyrin Alphonse Caillat. Ils ont deux enfants. Il épouse en secondes noces Marie Léontine Monard.

### Études et parcours professionnel
Après ses études au Collège ecclésiastique à Ferney-Voltaire, en France voisine, il devient enseignant à l'institut privé Tudichum à Genève, dans le quartier de la Châtelaine, puis agriculteur sur le domaine familial de Meyrin.

### Parcours politique
Membre du Parti radical-démocratique, il est maire de Meyrin de 1888 à 1902 et député au Grand Conseil du canton de Genève de 1892 à 1902. 
Seul candidat à la succession de Georges Favon lors de l'élection du 22 juin 1902, il devient conseiller d'État et prend la tête du département de l'intérieur, des cultes et de l'agriculture, de 1902 à 1909. Il préside le collège gouvernemental en 1907. Il est également brièvement conseiller national, du 7 décembre 1908 au 1er janvier 1910,. Il démissionne de ce dernier mandat à la suite de sa nomination à la direction de la Caisse hypothécaire du canton de Genève.
Au gouvernement genevois, il s'attelle à la reconstitution du vignoble, il met en place l'assurance du bétail et lance des travaux de drainage. De confession catholique, il soutient la loi constitutionnelle de 1907 supprimant le budget des cultes et revenant de fait à instaurer la séparation entre l'Église et l'État,,. 

### Autres activités
Il dirige la Caisse hypothécaire du canton de Genève de 1910 à 1927.

### Mort et sépulture
Il meurt des suites d'une longue maladie le 10 juillet 1927 à Meyrin, à l'âge de 68 ans.
Il est inhumé au cimetière de Meyrin.

## Hommage posthume
Une avenue François-Besson est créée à Meyrin en 1961.